# Bryophila rectilinea
Bryophila rectilinea is een vlinder uit de familie uilen (Noctuidae). De wetenschappelijke naam is voor het eerst geldig gepubliceerd in 1909 door Warren.
De soort komt voor in Europa.